# Chlorid wolframový
Chlorid wolframový je tmavě modrá, anorganická látka s pronikavým zápachem a se vzorcem WCl6.

## Výroba
Tato látka se vyrábí reakcí plynného chlóru s kovovým wolframem, dle rovnice:
W + 3 Cl2 → WCl6
Popřípadě lze použít místo chlóru chlorovodík:
W + 6 HCl → WCl6 + 3 H2
Pro reakci s chlorovodíkovém je však potřeba zajistit, že chlorovodík neobsahuje takřka žádnou vodu. Obě tyto reakce jsou exotermní.

## Reakce
Reaguje s vodou (na rozdíl od třeba fluoridu wolframového) za vzniku kyseliny wolframové a chlorovodíku.
WCl6 + 6 H2O → 6 HCl + H2WO4 + 2 H2O
Proto musí být chráněn i před vzdušnou vlhkostí. Využívá na výrobu organowolframových sloučenin. Reaguje kupříkladu s trimethylhliníkem, dle rovnice:
WCl6 + 2 Al(CH3)3 → W(CH3)6 + AlCl3

## Bezpečnost
Jelikož tato látka při reakci uvolňuje žíravý chlorovodík, je potřeba zacházet s touto látkou velice opatrně. Může poškodit kůži a při kontaktu s očima může způsobit oslepnutí. LD50 této látky pro myš při orálním podání je asi 1,08 g/kg, což vypovídá o mírné toxicitě při požití.